# Снидевич, Мария Карповна
Мария Карповна Снидевич (30.03.1915 — 08.01.1997) — комбайнёр колхоза «40-риччя Жовтня» Погребищенского района Винницкой области, Герой Социалистического Труда (23.06.1966).
Родилась в с. Екатериновка (в настоящее время — Третьяковский район Алтайского края).
Окончила сельскую семилетнюю школу. С 1931 г. работала в колхозе дояркой.
В 1938 году прошла обучение на курсах трактористов и в школе механизации сельского хозяйства.
В том же году вышла замуж за украинского парня и уехала на его родину — в с. Чернявка, Оратовского района, Винницкой области. Работала механизатором в местной МТС.
Незадолго до начала войны переехала в с. Плисков Погребищенского района Винницкой области. Работала в соседнем селе Спичинцы.
С 1950 г. комбайнер Плисковской МТС. В 1958—1977 гг. комбайнер колхоза «40-риччя Жовтня» (40-летия Октября) (с. Чернявка).
Герой Социалистического Труда (23.06.1966). Избиралась депутатом Верховного Совета Украинской ССР.
С 1977 г. на пенсии. Жила в с. Чернявка. Умерла 08.01.1997.